# مرکز حفاظت از گونه‌های کمیاب
مرکز حفاظت از گونه‌های کمیاب (به انگلیسی: Rare Species Conservation Centre (RSCC))، یک مرکز حفاظتی و باغ‌های جانورشناسی واقع در خارج از ساندویچ در کنت، انگلستان بود که توسط The Rare Species Conservation Trust، یک موسسه خیریه ثبت‌شده در بریتانیا، اداره می‌شد. هدف آن آموزش بازدیدکنندگان و ایجاد آگاهی دربارهٔ وضعیت اسفبار برخی از گونه‌های جانوری کمتر شناخته‌شده و کمیاب در جهان بود. این محل خانه جانوران کمیاب و غیرعادی بود. به دلیل کمبود بودجه در ۳۱ اوت ۲۰۱۵ بسته شد.

## جانوران
مرکز حفاظت از گونه‌های کمیاب، گونه‌هایی از پرندگان، خزندگان، پستانداران و دوزیستان از آفریقا، آمریکای جنوبی، استرالیا و آسیا را در خود جای داده‌است، از جمله: مینای بالی، کبوتر تاجدار ویکتوریا، فلامینگوی آمریکایی، خوتکای ماداگاسکاری، خرس‌گربه، پلنگ ابری، تامارین کلاه‌پنبه‌ای، تامارین امپراتور ، لمور تاجدار. لمور تاجدار، لمور کوتوله دم‌کلفت، فوسا، مارموست گوئلدی، جگواروندی، زباد نخلی آستون، پوتو، چشم‌گرد تنبل چشم‌گرد تنبل کوتوله، لمور یالدار سرخ، میمون شبگرد طیفی، شنگ هندی، تارسیر نوک‌شاخ کرگدنی، خرس آفتابی، لمور بامبوی کوچک غربی، لاک‌پشت تابشی، ببر مالایی، گربه ماهیگیر و پلنگ برفی.

## برنامه‌ها
این جایگاه ۱٫۵ جریب فرنگی (۰٫۶۱ هکتار) را اشغال کرد. صندوق خیریه‌ای که مرکز را اداره می‌کرد امیدوار بود به ۵ جریب فرنگی (۲٫۰ هکتار) در کنار ملک کنونی برسد.